# Düppenweiler

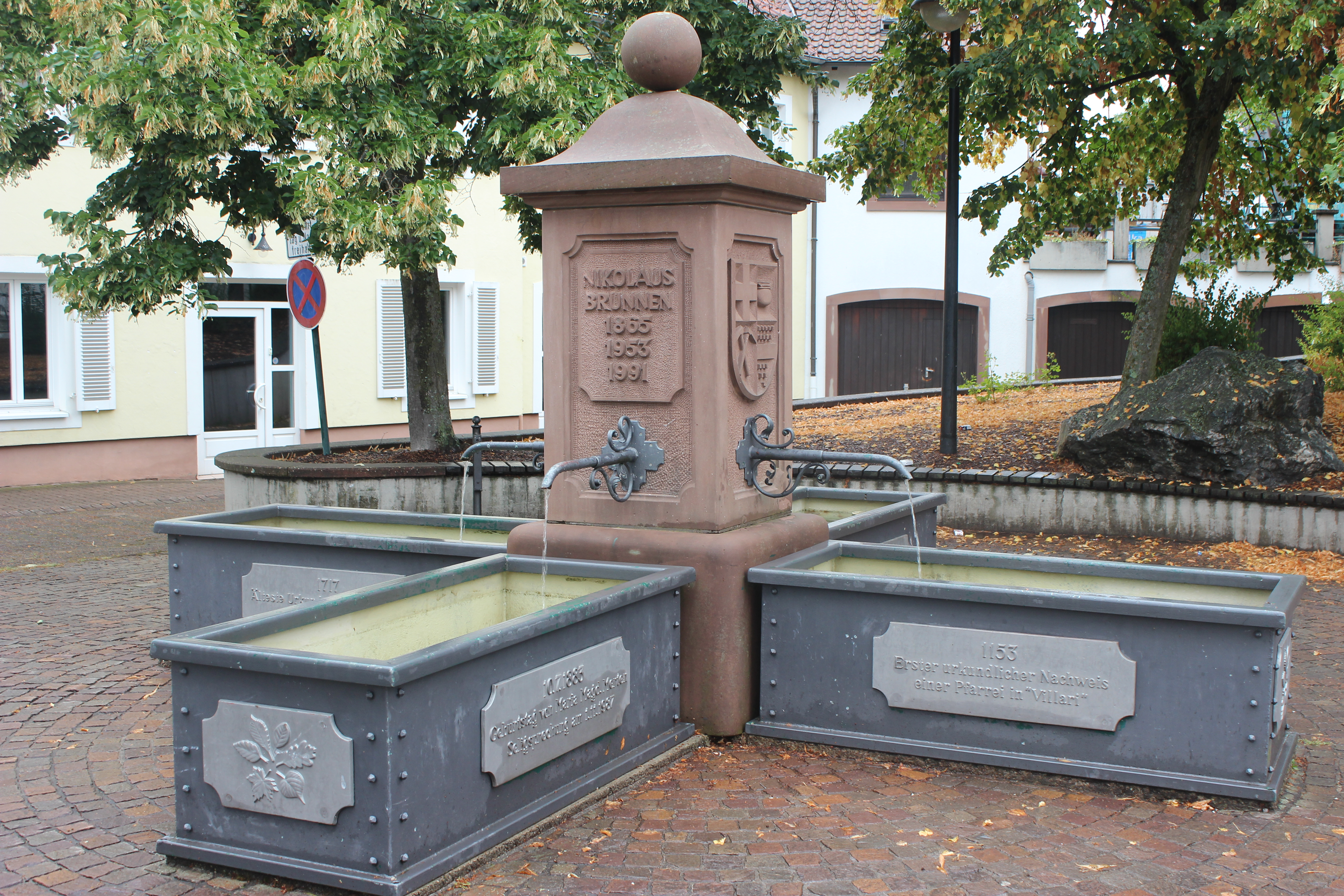
Nikolausbrunnen auf den Dorfplatz

Düppenweiler (im örtlichen, moselfränkischen Dialekt Deppeweller) ist ein Ortsteil (Gemeindebezirk) der Gemeinde Beckingen im Landkreis Merzig-Wadern (Saarland). Bis Ende 1973 war Düppenweiler eine eigenständige Gemeinde. Düppenweiler ist der flächenmäßig größte Gemeindebezirk von Beckingen.

## Geographie

### Lage
Der Ort liegt abseits des Haustadter Tals am Kondeler Bach. Der Hauptteil des Ortes liegt an diesem Bach, nur ein kleiner Teil befindet sich in 1,6 km Entfernung vom Ortskern auf dem Litermont.

### Klima
Der Jahresniederschlag beträgt 832 mm und liegt damit im oberen Drittel der von den Messstellen des Deutschen Wetterdienstes erfassten Werte. 69 % zeigen niedrigere Werte an. Der trockenste Monat ist der April; am meisten regnet es im Dezember. Im niederschlagreichsten Monat fällt ca. 1,5mal mehr Regen, als im trockensten Monat. Die jahreszeitlichen Niederschlagschwankungen liegen im unteren Drittel. In nur 16 % aller Orte schwankt der monatliche Niederschlag weniger.

## Geschichte
Erstmals urkundlich erwähnt wurde das Dorf 1052 unter dem Namen Villari. Der Name Düppenweiler erscheint 1335 erstmals als Duppinwillre. Grabungen bestätigen, dass der Wortteil „Düppen“ (Töpfe) auf eine ehemalige Töpferei zurückzuführen ist, weshalb sich die Einwohner auch stolz als „Topfstädter“ bezeichnen.
Bis zum Dreißigjährigen Krieg lebten noch viele Einwohner im so genannten „Alten Dorf“ auf der Höhe bei der heutigen Valentinuskapelle. Bei Durchzug der schwedischen und französischen Truppen wurde der Ursprungsort geschleift. Die Menschen siedelten sich schließlich alle im heutigen Düppenweiler, im Tal des Kondeler Baches nördlich des Litermontes an.
Nach der französischen Revolution kam die Gemeinde Düppenweiler zur französischen Mairie Hüttersdorf im Kanton Lebach und 1816 schließlich zur preußischen Bürgermeisterei Haustadt.
Im Rahmen der saarländischen Gebiets- und Verwaltungsreform wurde am 1. Januar 1974 die bis dahin eigenständige Gemeinde Düppenweiler der damals neu gebildeten Gemeinde Beckingen zugeordnet und ist seitdem ein Gemeindebezirk der Einheitsgemeinde Beckingen.
Ortsvorsteher seit 1974: Eduard Schmutz, SPD (1974–1984), Erhard Seger, CDU (7/1984 – 11/2003), Günter Witte, CDU (12/2003 – 7/2004), Thomas Ackermann, CDU (7/2004 – heute).
Seit den 1960er Jahren wurde die Siedlungsfläche von Düppenweiler durch die Erschließung mehrerer Neubaugebiete (Josefstraße, Im Junkerath I und II, Auf dem Gehren, Auf dem Langenfelde, In dem Erbsengarten I und II, Zum Wilscheider Hof) stark vergrößert.
Von 1985 bis 1993 wurde die Ortsmitte aus Mitteln der Städtebauförderung in mehreren Bauabschnitten neu gestaltet. Die Kultur- und Sporthalle wurde 1998 errichtet.
Die Grundschule St. Valentin ist zuständig für die Ortschaften Düppenweiler, Haustadt und Honzrath.

## Politik

### Partnerschaften
Düppenweiler pflegt eine partnerschaftliche Beziehung mit dem französischen Ort Étain, bei Verdun. Die Partnerschaft wurde im November 1998 (in Düppenweiler) und im März 1999 (in Etain) besiegelt.

## Kultur und Sehenswürdigkeiten
Museum

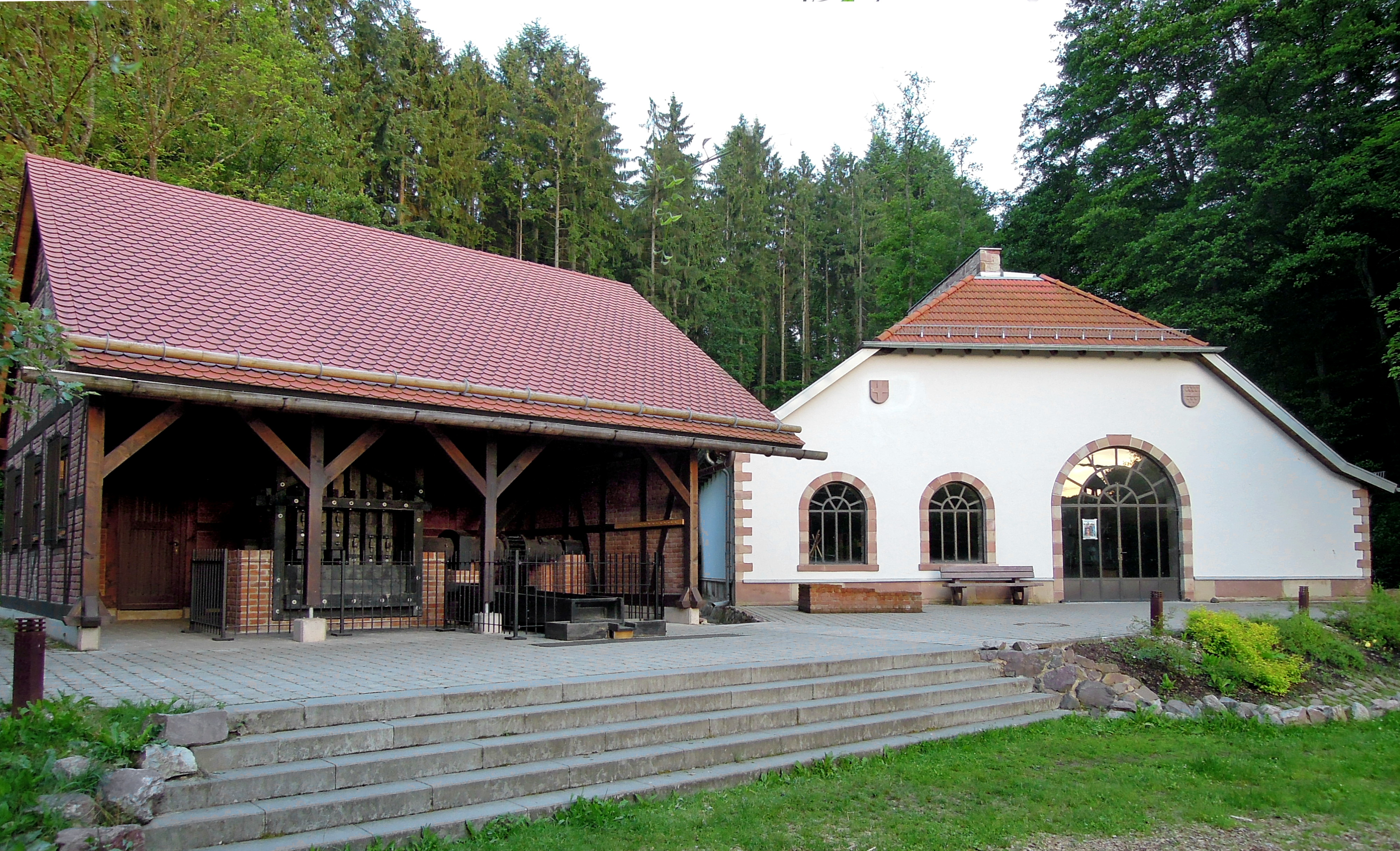
Pochwerk und Kupferschmelze

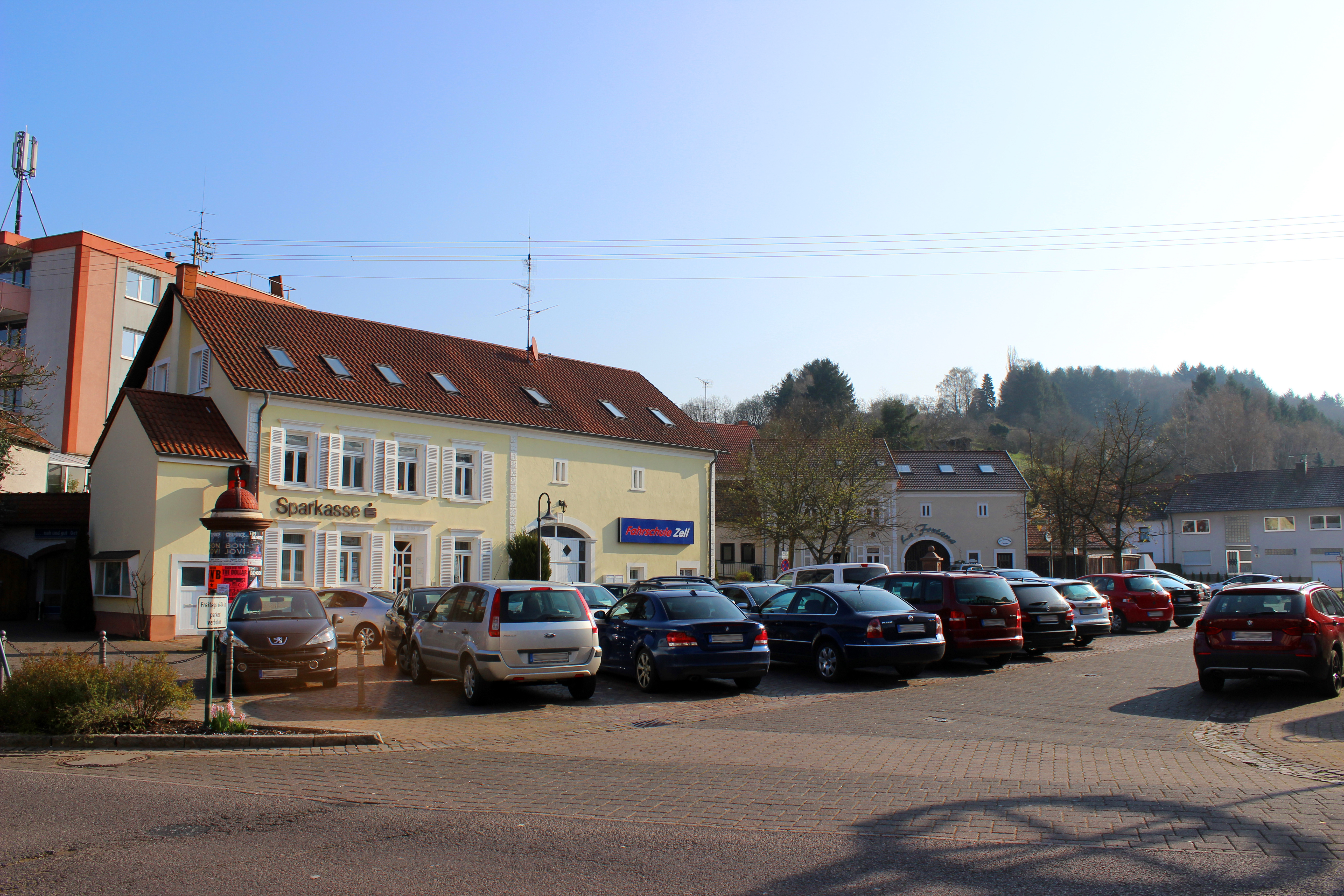
Dorfplatz

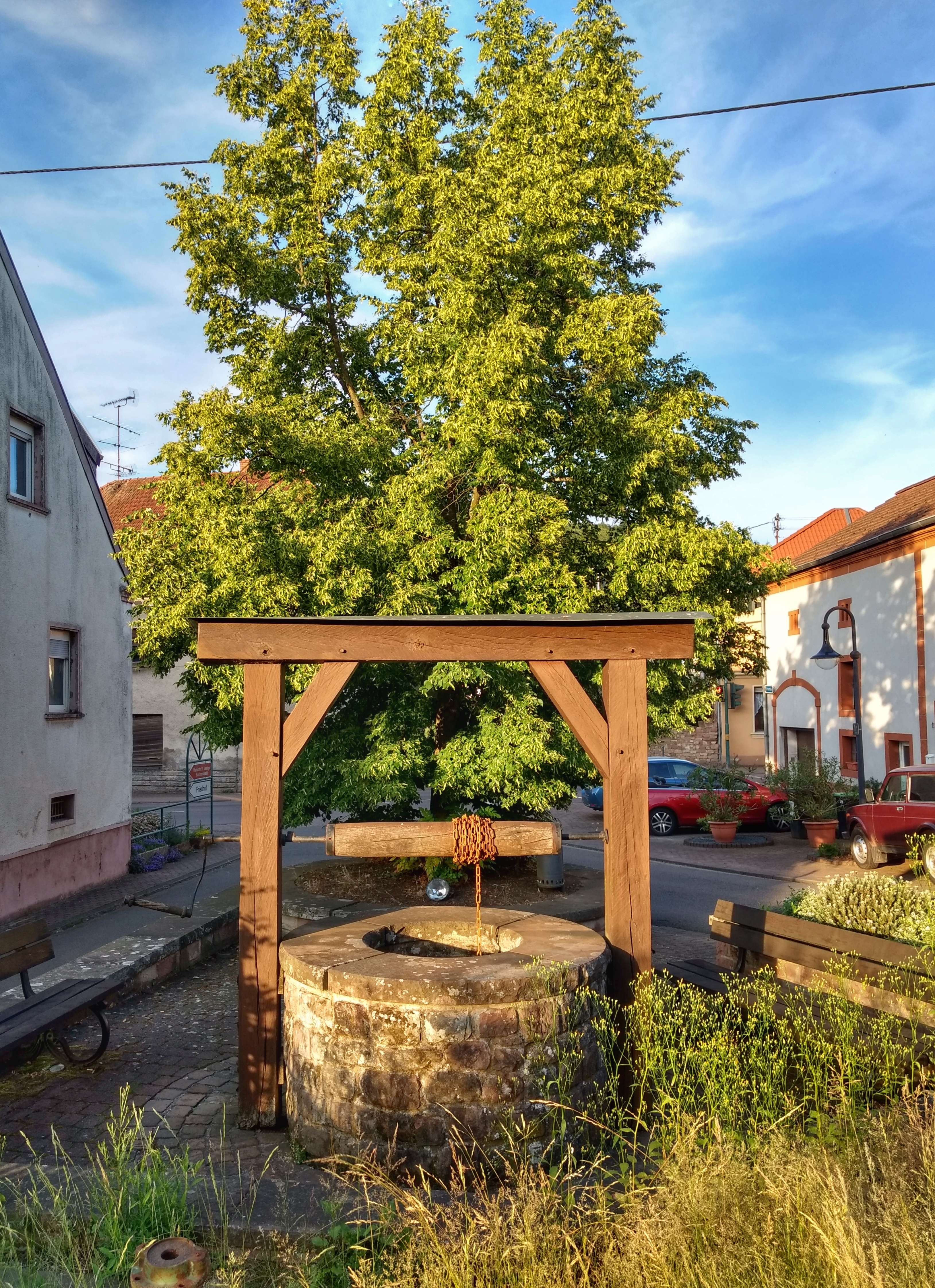
Ziehbrunnen am Kirchberg

- Historisches Kupferbergwerk Grube Düppenweiler

Kirchen und religiöse Orte
- Pfarrkirche St. Leodegar
- Valentinuskapelle
- Wehlenbergkreuz: Das 10 m hohe Holzkreuz wurde in den Jahren 1947/1948 hoch über Düppenweiler auf dem Wehlenberg, einem Abschnitt des Litermontes, von Weltkriegsheimkehrern zum Dank für ihre glückliche Heimkehr errichtet.[4] Es wird immer in der Osterzeit und in der Advents- und Weihnachtszeit beleuchtet.
- Barbarakapelle am Kupferbergwerk (1995)

Naturdenkmäler
- Der „Dasselter Stein“: Der westliche Teil des Düppenweiler Bann besteht aus Buntsandstein. Der Dasselter Stein ist einer der wenigen Stellen, an denen der Buntsandstein aufgeschlossen und als Felsformation zutage tritt und nicht von Kies und Lehmschichten überdeckt ist.
- Der Steinbruch „Im Loch“
- Der „Graue Stein“, ein vulkanischer Monolith.

Wanderwege
- Litermont-Sagen-Weg (zertifizierter Wanderweg)

## Persönlichkeiten
Geboren in Düppenweiler
- Johann Heinrich Kell (1880–1961), Pädagoge und Heimatforscher
- Maria Magdalena ‚Blandina‘ Merten (1883–1918), seliggesprochene Lehrerin und Ordensschwester („Schwester Blandine“ wurde am 1. November 1987 von Papst Johannes Paul II. in Rom seliggesprochen)
- Elfriede Müller (* 1956), Schriftstellerin, Schauspielerin und Übersetzerin

Personen, die in Verbindung zu Düppenweiler stehen
- Johann Hugo II. von Hagen (* 10. Juli 1707 in Koblenz; † 24. November 1791 in Wien), kaiserlicher Reichshofratspräsident (1778–1791) und österreichischer Reichskonferenzminister, Herr zu Düppenweiler

Verdiente Persönlichkeiten
- Seit den 1990er Jahren vergibt der Ortsrat auf Vorschlag eines Komitees den Heimatpreis an Personen und Ortsgemeinschaften, die sich um den Ort Düppenweiler in besonderer Weise verdient gemacht haben.